# Blåmunke (art)
Blåmunke (Jasione montana) er en 5-50 cm høj urt, der forneden bærer linjeformede, bølgede, stivhårede blade. Den vokser på mager, lysåben bund.

## Beskrivelse
Blåmunke er en toårig, urteagtig plante med en opstigende vækst og flere, 5-50 cm høje, stængler, der forneden bærer linjeformede, bølgede, stivhårede blade. Blomstringen finder sted fra juni til august. De talrige blomster er samlet i endestillede, halvkugleformede skærme. De enkelte blomster er små, blegblå og meget kortstilkede, og de er omgivet af et mangebladet, takket svøb. Støvknapperne er hvide og stjerneformet udbredt.
Rodnettet består af en kraftig, dybtgående pælerod med talrige, trævlede siderødder.
Højde x bredde og årlig tilvækst: 0,30 x 0,20 m (30 x 20 cm/år).

## Voksested
Blåmunke er udbredt over det meste af den nordlige halvkugle med undtagelse af det nordøstlige Afrika og Mellemøsten. Arten er knyttet til lysåbne eller let skyggede voksesteder med et mildt klima og en jord, der er varm, tør, let sur og næringsfattig. Derfor findes den på sandmarker, tørre bakker og i klitter og er almindelig i de fleste egne af Danmark, dog kun sparsomt på de sydligste øer.
Ved Øer, nær Ebeltoft, findes den på tørre sandmarker sammen med bl.a. alm. kællingetand, markbynke, prikbladet perikon, rød svingel og sølvpotentil.

## Etymologi
Artsnavnet montana kommer af latin mons, bjerg og hentyder til at den ofte vokser i bjerge og på tørre bakker.

## Billeder
- Blåmunke bliver polineret
- Blåmunke nær Ebeltoft
- Fra Deutschlands Flora in Abbildungen, 1796.
Af maleren Jacob Sturm
- Tegning af Elly Waterman

| Portal | Portal:Botanik |